# Steatoda quaesita
Steatoda quaesita är en spindelart som först beskrevs av O. Pickard-Cambridge 1896.  Steatoda quaesita ingår i släktet vaxspindlar, och familjen klotspindlar. Inga underarter finns listade i Catalogue of Life.